# Burgstall Obereichstätt
Der Burgstall Obereichstätt bezeichnet eine abgegangene Wasserburg bei der „Lambertuskapelle“ und 230 m südlich der Pfarrkirche St. Johannes nahe der Altmühl im südlichen Gemeindeteil Obereichstätt von Dollnstein im Landkreis Eichstätt in Bayern. Die Anlage wird als Bodendenkmal unter der Aktennummer D-1-7132-0076 im Bayernatlas als „mittelalterliche Wasserburg sowie mittelalterliche und frühneuzeitliche Befunde im Bereich der Kath. Kapelle St. Lambert“ geführt. 
Die Wasserburg war im Besitz der Herren von Tegen, einem ortsadeligen Ministerialengeschlecht, von denen 1305 der Ministeriale Heinrich Taegeno mit einem Kauf bezeugt ist.
Von der ehemaligen Wasserburganlage ist noch der Rest des Ringgrabens (Wassergraben) und die romanische dem heiligen Lambertus von Maastricht geweihte Burgkapelle aus dem 12. Jahrhundert erhalten.